# Национальное бюро уголовных расследований Гарды
Национальное бюро уголовных расследований Гарды (англ. Garda National Bureau of Criminal Investigation, сокращённо GNBCI) или просто Национальное бюро уголовных расследований (англ. National Bureau of Criminal Investigation, ирл. An Biúró Náisiúnta um Imscrúdú Coiriúil), ранее известное как Центральный детективный отдел (англ. Central Detective Unit, сокращённо CDU, ирл. An Príomhaonad Bleachtaireachta) — главное подразделение Гарда Шихана (национальной полиции Республика Ирландия), занимающееся расследованием уголовных дел. Бюро отвечает за расследование на национальном уровне серьёзных преступлений, в том числе совершённых организованными преступными группировками. Образовано в 1997 году в результате объединения группы национальных и специализированных следственных отделов полиции Ирландии.
Во главе Бюро стоит детектив-главный суперинтендант, который отчитывается перед помощником комиссара по вопросам борьбы с организованной преступностью. Штаб-квартира бюро располагается в доме 8 по Милитари-роуд в Дублине и известна также под названием Вальтер-Скотт-хаус. Юрисдикция бюро распространяется на всю Республику Ирландия.

## Организация
Национальное бюро уголовных расследований Гарды было образовано 21 января 1997 года в результате объединения других следственных отделов полиции по всей стране в рамках проводимой централизации системы правоохранительных органов. Причиной для образования единого органа стал всплеск организованной преступности и совершаемых тяжких преступлений. Прежде обязанности исполнял Центральный детективный отдел Гарда (англ. Garda Central Detective Unit, сокращённо CDU). Его основными обязанностями являются проведение квалифицированных расследований в отношении совершённых преступлений и поддержка других отделов Гарда и следственных групп при расследовании серьёзных преступлений. Это главное подразделение в структуре Гарда, которое занимается также коррупцией и злоупотреблениями со стороны сотрудников полиции.
Сотрудниками бюро, как правило, являются опытные детективы, переведённые из других следственных отделов и прежде работавшие в городских или региональных отделениях полиции. Во главе бюро стоит офицер в звании детектива-главного суперинтенданта. Начальник бюро отчитывается перед помощником комиссара полиции по вопросам борьбы с организованной преступностью, который, в свою очередь, отчитывается перед комиссаром Гарда. Для данного бюро выделяются финансы на приобретение оборудования, необходимого для расследования, а также оружия и автотранспорта. Бюро сотрудничает тесно с другими подразделениями Гарда Шихана и правоохранительными органами других стран в ходе некоторых совместных расследований (полиция Северной Ирландии, лондонская Служба столичной полиции и британское Национальное агентство по борьбе с преступностью.

## Деятельность
Согласно данным на 2015 год, в ведении бюро были расследования следующих дел:
- Умышленные убийства
- Угоны автомобилей и хищения промышленного оборудования
- Тяжкие преступления (в том числе участие в организованных преступных группировках)
- Кража компьютерных компонентов
- Рэкет и вымогательства
- Хищения предметов искусства и антиквариата
- Домашнее насилие (в том числе сексуальное насилие)
- Мошенничество и кражи посредством почтовой службы и сетей электросвязи
- Растление малолетних
- Нарушения прав интеллектуальной собственности
- Повторное расследование уголовных дел по вновь открывшимся обстоятельствам

Согласно открытым данным на 2024 год, в составе бюро действуют следующие отделы, занимающиеся расследованием следующих преступлений:
- Департамент уголовных расследований (англ. Criminal Investigation Department) — расследует такие тяжкие преступления, как убийства или незаконное лишение свободы.
- Отдел внутренних расследований (англ. Internal Investigations Section) — расследует злоупотребления полномочиями и нарушения закона со стороны полицейских Гарда Шихана.
- Команда повторного расследования серьёзных преступлений (англ. Serious Crime Review Team), сокращённо SCRT, на жаргоне известна как «Отдел висяков» (англ. Cold Case Unit) — команда, которая занимается расследованием нераскрытых преступлений, совершённых как в далёком прошлом, так и преступлений современности (как правило, помогает изучить вновь открывшиеся обстоятельства или вести расследование по новым направлениям). Негласный девиз: «Отдать дань уважения живым, установить правду ради умерших» (англ. To the living we owe respect; to the dead we owe the truth)[3]. По данным на вторую половину 2007 года, команде предстояло повторно рассмотреть более 150 нераскрытых уголовных дел по факту убийств, изнасилований и исчезновений людей[11]. В 2013 году из-за споров внутри Гарда Шихана подразделение чуть не расформировали[12].
- Департамент экстрадиций (англ. Extradition Department) — по запросу стран-членов Евросоюза и других государств организует арест лиц, скрывающихся от правоохранительных и судебных органов этих стран.
- Отдел расследования угонов автотранспорта (англ. Stolen Motor Vehicle Investigation Unit) — расследует угоны автомобилей, совершаемые преступниками с целью разбора на части, перепродажи или перегона, а также кражу промышленного и сельскохозяйственного оборудования.
- Отдел расследования краж произведений искусства и антиквариата (англ. Stolen Arts & Antiquities Unit) — расследует хищения произведений искусства и связанные с этим отмывания денег, а также изучает некоторые произведения искусства на предмет подделки.
- Отдел расследований в сфере интеллектуальной собственности и подделок (англ. Intellectual Property & Counterfeit Investigations Unit) — рассматривает дела о нарушении прав интеллектуальной собственности (в том числе о незаконном использовании торговых марок).
- Отдел расследований экологических преступлений (англ. Environmental & Waste Crime Investigation Unit) — расследует преступления в сфере экологии и живой природы, в том числе связанные с деятельностью организованных преступных группировок.
- Геноцид, преступления против человечности и военные преступления (англ. Crimes of Genocide, Crimes against Humanity and War Crimes) — отдел, занимающийся расследованием и привлечением к ответственности лиц, обвиняющихся в участии в геноциде и военных преступлениях.
- Отдел расследований подделки паспортов (англ. Passport Fraud Investigation Section) — расследует уголовные дела, связанные с подделкой документов (в соответствии с Актом о паспортах от 2008 года). Ведёт следствия в отношении лиц, обвиняемых в совершении разных преступлений и при этом использующих в качестве прикрытия фальшивые паспорта граждан Республики Ирландия.

Сотрудники бюро активно участвуют в расследовании преступлений на всех этапах, в том числе во время сбора доказательств и допроса свидетелей и обвиняемых. С мая 2005 года офицеры бюро используют компьютерную базу данных ViCLAS (англ. Violent Crime Linkage Analysis System — «система анализа связей между тяжкими преступлениями»), разработанную канадской полицией и используемую для расследования дел, по которым следствие зашло в тупик. При поступлении запроса от высшего руководства полиции бюро обращается к командам специалистов за помощью в проведении расследований по тем или иным делам.

## Вооружение
В отличие от других сотрудников Гарда, детективы GNBCI имеют право на ношение служебного огнестрельного оружия и проходят более тщательную подготовку по овладению оружием и его применению. Достаточно часто они действуют под прикрытием, нося гражданскую одежду, а не служебную форму. Детективам (в том числе работающим под прикрытием) разрешается использовать только пистолеты, но именно детективы наряду с бойцами отряда быстрого реагирования Гарды являются единственными, кому в структуре Гарда разрешено носить огнестрельное оружие при исполнении. Как правило, на вооружении из пистолетов находятся SIG Sauer P226 и Walther P99 (под патрон 9×19 мм Парабеллум). На 2007 год среди подобного вооружения числились револьверы Smith & Wesson Model 10 и Smith & Wesson Model 36 под патрон .38 Special.